# Ole Løvig Simonsen
Pour les articles homonymes, voir Simonsen.
Ole Løvig Simonsen, né le 31 janvier 1935 à Aalborg (Danemark), est un homme politique danois membre de la Social-démocratie. Il est ministre du Logement de 1994 à 1998.

## Biographie
Ole Løving Simonsen est professeur de formation.
Engagé au sein de la Social-démocratie, il occupe plusieurs mandats locaux, d'abord comme conseiller municipal de Stubbekøbing de 1966 à 1970. À partir de 1974, il est conseiller municipal de Maribo, dont il devient maire-adjoint en 1981.
Il quitte son mandat local quand il est élu député au Folketing pour la première fois lors des élections législatives de 1981. Il est réélu pour un second mandat en 1984. Il échoue toutefois à être réélu en 1987 et en 1988.
Il fait son retour au Folketing à l'occasion des élections législatives de 1990.
Quand Poul Nyrup Rasmussen devient Premier ministre en 1993, Ole Løvig Simonsen lui succède comme président du groupe parlementaire social-démocrate.
Il devient ministre du Logement dans le nouveau gouvernement formé par Poul Nyrup Rasmussen après les élections législatives de 1994. Durant son mandat au ministère, son action se concentre sur la question des économies d'énergies et des constructions durables.
Après les élections législatives de 1998, il quitte le gouvernement et retrouve son rôle de président du groupe parlementaire. Il quitte cette fonction en décembre 2000.
En mars 2001, il annonce son intention d'être candidat aux élections municipales de novembre à Maribo. Lors du scrutin du 20 novembre, sa liste arrive largement en tête, avec 39,6 % des suffrages, faisant de lui le large favori pour devenir maire de la commune,. Toutefois, une alliance des autres partis au conseil municipal préfère finalement élire Liljan Køcks du Parti populaire socialiste. Il quitte également le Folketing, ayant décidé de ne pas se représenter aux élections législatives tenues simultanément aux élections locales.